# Vedomosti
Vedomosti (in russo Ведомости,? ovvero "Notizie") fondato nel 1999, è considerato il secondo quotidiano economico della Russia. Appartiene allo stesso editore del Financial Times e del The Wall Street Journal.

## Formato
Pubblicato in 24 pagine, ha una tiratura di circa 75 000 copie, cinque numeri alla settimana (dal lunedì al venerdì).